# The Rabbits Who Caused All the Trouble
The Rabbits who caused all the Trouble (Los conejos que causaron todos los problemas) es una fábula moderna corta escrita por James Thurber. Fue publicada por primera vez en The New Yorker el 26 de agosto de 1939, y fue recogida en su libro Fables for Our Time and Famous Poems Illustrated (Fábulas para nuestra época y poemas famosos ilustrados; Harper and Brothers, 1940). Desde entonces, la fábula ha sido reimpresa en The Thurber Carnival (Harper and Brothers, 1945), James Thurber: Writings and Drawings (The Library of America, 1996, ISBN 1-883011-22-1), The Oxford Book of Modern Fairy Tales, y otras publicaciones. Las clases de inglés y composición a menudo usan este cuento.

## Personajes principales
Todos los personajes en esta fábula son animales. Hay una familia de conejos y una manada de lobos viviendo cerca. Además hay otros animales sin nombres que no tienen un papel activo en el cuento.

## Trama
Los lobos creen que su forma de vida es la única y, por eso, no les gustan los conejos. Después de un temblor, los lobos culpan a los conejos porque "es bien conocido que los conejos aporrean sobre la tierra con sus patas traseras y causan los temblores". Los lobos también culpan a los conejos de un relámpago que mata a uno de los lobos porque "es bien conocido que los que comen lechuga causan el relámpago". Después de que los lobos anunciaron planes de "civilizar" a los conejos si no dejan de causar desastres naturales, los conejos deciden huir a una isla. Sin embargo, los otros animales sin nombre que no están en peligro, convencen a los conejos de quedarse porque "no es un mundo para los escapistas" y garantizan su protección contra los lobos "muy probablemente".
Después de una inundación—"es bien conocido que los orejones que mordisquean zanahorias causan las inundaciones"—los lobos deciden encarcelar a los conejos "por su bien". Semanas después, los otros animales se dan cuenta de la ausencia de los conejos y preguntan a los lobos sobre ellos. Los lobos responden que es "un asunto interno puramente" (porque se comieron a los conejos). Los lobos también dicen que los conejos intentaron escapar "y, como ustedes saben, no es un mundo para los escapistas".

## Temas
Este cuento alude a los sucesos alrededor de la época de la Segunda Guerra Mundial. Los conejos representan a las minorías, como los judíos, que fueron perseguidas en la Alemania nazi. Los lobos representan la mayoría que muestran un prejuicio irracional y odio hacia la minoría, los conejos. Los otros animales representan a todas las otras naciones del mundo que fueron espectadores mudos mientras los sucesos se revelaron y llevaron al Holocausto.

## En la cultura popular
El cuento fue leído en voz alta por el presentador de televisión Keith Olbermann en un segmento de su programa de MSNBC, Countdown with Keith Olbermann, se llamaba "Los viernes con Thurber". Él lo hizo a sugerencia de su padre moribundo, Theodore, a quien leyó muchos de estos cuentos en el hospital. El 9 de abril de 2010, leyó el cuento The Rabbits Who Caused All the Trouble.